# タウロピンデヒドロゲナーゼ
タウロピンデヒドロゲナーゼ(tauropine dehydrogenase)は、次の化学反応を触媒する酸化還元酵素である。
タウロピン + NAD+ + H2O {\displaystyle \rightleftharpoons } タウリン + ピルビン酸 + NADH + H+
反応式の通り、この酵素の基質はタウロピンとNAD+とH2O、生成物はタウリンとピルビン酸とNADHとH+である。
組織名はN2-(D-1-carboxyethyl)taurine:NAD+ oxidoreductase (taurine-forming)で、別名に2-N-(D-1-carboxyethyl)taurine:NAD+ oxidoreductase (taurine-forming)がある。